# Open d'Allemagne (badminton)
Pour les articles homonymes, voir Open d'Allemagne.
L'Open d'Allemagne est un tournoi international annuel de badminton, organisé depuis 1955 par la Fédération allemande de badminton (DBV). 
Connu à l'origine sous l'appellation German Badminton Championships jusqu'en 1980, il prend la dénomination « Open » l'année suivante avec sa professionnalisation. Il fait partie depuis 2011 des tournois professionnels classés Grand Prix Gold par la BWF. En 2018, il intègre le nouveau circuit BWF World Tour en catégorie Super 300.

## Villes hôtes
Plusieurs villes ont accueilli l'Open d'Allemagne depuis sa création en 1955 :
| - 1955-1962 : Bonn - 1963, 1969 : Hambourg - 1964 : Lübeck - 1965 : Bochum - 1966 : Hanovre - 1967 : Francfort-sur-le-Main - 1968 : Berlin-Ouest | - 1970 : Non disputé - 1971-1974, 1978 : Oberhausen - 1975-1977 : Mülheim an der Ruhr - 1979 : Non disputé - 1980-1982 : Mülheim an der Ruhr - 1983-1986 : Duisbourg - 1987-1991 : Düsseldorf | - 1992-1995 : Leverkusen - 1996-1997 : Sarrebruck - 1998 : Non disputé - 1999-2004 : Duisbourg - 2005- : Mülheim an der Ruhr |

## Résultats
| Année                               | Simple hommes                                                        | Simple dames                                                         | Double hommes                                                        | Double dames                                                         | Double mixte                                                         |
| ----------------------------------- | -------------------------------------------------------------------- | -------------------------------------------------------------------- | -------------------------------------------------------------------- | -------------------------------------------------------------------- | -------------------------------------------------------------------- |
| À Duisbourg                         |                                                                      |                                                                      |                                                                      |                                                                      |                                                                      |
| 1999                                | Xia Xuanze                                                           | Tang Chunyu                                                          | Lee Wan Wah Choong Tan Fook                                          | Chen Lin Jiang Xuelian                                               | Lars Paaske Jane F. Bramsen                                          |
| 2000                                | Vladislav Druzchenko                                                 | Dong Fang                                                            | Michael Søgaard Jim Laugesen                                         | Lu Ying Huang Sui                                                    | Jonas Rasmussen Jane Bramsen                                         |
| 2001                                | Kenneth Jonassen                                                     | Hongyan Pi                                                           | Michael Søgaard Jim Laugesen                                         | Rikke Olsen Helene Kirkegaard                                        | Michael Søgaard Rikke Olsen                                          |
| 2002                                | Niels Christian Kaldau                                               | Hongyan Pi                                                           | Jonas Rasmussen Lars Paaske                                          | Mia Audina Lotte Jonathans                                           | Michael Søgaard Rikke Olsen                                          |
| 2003                                | Lee Hyun-il                                                          | Zhang Ning                                                           | Flandy Limpele Eng Hian                                              | Ra Kyung-min Lee Kyung-won                                           | Kim Dong-moon Ra Kyung-min                                           |
| 2004                                | Lin Dan                                                              | Xie Xingfang                                                         | Mathias Boe Carsten Mogensen                                         | Zhang Dan Zhang Yawen                                                | Carsten Mogensen Rikke Olsen                                         |
| BWF Grand Prix, à Mülheim           |                                                                      |                                                                      |                                                                      |                                                                      |                                                                      |
| 2005                                | Lin Dan                                                              | Xie Xingfang                                                         | Fu Haifeng Cai Yun                                                   | Gao Ling Huang Sui                                                   | Lee Jae-jin Lee Hyo-jung                                             |
| 2006                                | Chen Jin                                                             | Zhang Ning                                                           | Jung Jae-sung Lee Yong-dae                                           | Yang Wei Zhang Jiewen                                                | Zhang Jun Gao Ling                                                   |
| 2007                                | Lin Dan                                                              | Xie Xingfang                                                         | Lee Jae-jin Hwang Ji-man                                             | Yang Wei Zhang Jiewen                                                | Zheng Bo Gao Ling                                                    |
| 2008                                | Lee Hyun-il                                                          | Jun Jae-youn                                                         | Lee Jae-jin Hwang Ji-man                                             | Lee Kyung-won Lee Hyo-jung                                           | Lee Yong-dae Lee Hyo-jung                                            |
| 2009                                | Bao Chunlai                                                          | Wang Yihan                                                           | Lee Yong-dae Shin Baek-cheol                                         | Cheng Shu Zhao Yunlei                                                | Xu Chen Zhao Yunlei                                                  |
| 2010                                | Bao Chunlai                                                          | Wang Xin                                                             | Chai Biao Zhang Nan                                                  | Ma Jin Wang Xiaoli                                                   | Yohan Hadikusuma Tse Ying Suet                                       |
| BWF Grand Prix Gold, à Mülheim      |                                                                      |                                                                      |                                                                      |                                                                      |                                                                      |
| 2011                                | Lin Dan                                                              | Liu Xin                                                              | Lee Yong-dae Jung Jae-sung                                           | Mizuki Fujii Reika Kakiiwa                                           | Robert Blair Gabrielle White                                         |
| 2012                                | Lin Dan                                                              | Li Xuerui                                                            | Hong Wei Shen Ye                                                     | Xia Huan Tang Jinhua                                                 | Thomas Laybourn Kamilla Rytter Juhl                                  |
| 2013                                | Chen Long                                                            | Wang Yihan                                                           | Hong Wei Chai Biao                                                   | Jung Kyung-eun Kim Ha-na                                             | Shin Baek-cheol Jang Ye-na                                           |
| 2014                                | Arvind Bhat                                                          | Sayaka Takahashi                                                     | Takeshi Kamura Keigo Sonoda                                          | Misaki Matsutomo Ayaka Takahashi                                     | Robert Blair Imogen Bankier                                          |
| 2015                                | Jan Ø. Jørgensen                                                     | Sung Ji-hyun                                                         | Mads Conrad-Petersen Mads Pieler Kolding                             | Christinna Pedersen Kamilla Rytter Juhl                              | Mads Pieler Kolding Kamilla Rytter Juhl                              |
| 2016                                | Lin Dan                                                              | Li Xuerui                                                            | Ko Sung-hyun Shin Baek-cheol                                         | Huang Yaqiong Tang Jinhua                                            | Ko Sung-hyun Kim Ha-na                                               |
| 2017                                | Chou Tien-chen                                                       | Akane Yamaguchi                                                      | Kim Astrup Anders Skaarup Rasmussen                                  | Yuki Fukushima Sayaka Hirota                                         | Zhang Nan Li Yinhui                                                  |
| BWF World Tour Super 300, à Mülheim |                                                                      |                                                                      |                                                                      |                                                                      |                                                                      |
| 2018                                | Chou Tien-chen                                                       | Akane Yamaguchi                                                      | Takuto Inoue Yuki Kaneko                                             | Yuki Fukushima Sayaka Hirota                                         | Goh Soon Huat Shevon Jemie Lai                                       |
| 2019                                | Kento Momota                                                         | Akane Yamaguchi                                                      | Hiroyuki Endo Yuta Watanabe                                          | Du Yue Li Yinhui                                                     | Seo Seung-jae Chae Yoo-jung                                          |
| 2020 2021                           | Éditions annulées en raison de la pandémie de Covid-19 en Allemagne, | Éditions annulées en raison de la pandémie de Covid-19 en Allemagne, | Éditions annulées en raison de la pandémie de Covid-19 en Allemagne, | Éditions annulées en raison de la pandémie de Covid-19 en Allemagne, | Éditions annulées en raison de la pandémie de Covid-19 en Allemagne, |
| 2022                                | Kunlavut Vitidsarn                                                   | He Bingjiao                                                          | Goh Sze Fei Nur Izzuddin                                             | Chen Qingchen Jia Yifan                                              | Dechapol Puavaranukroh Sapsiree Taerattanachai                       |
| 2023                                | Ng Ka Long                                                           | Akane Yamaguchi                                                      | Choi Sol-gyu Kim Won-ho                                              | Baek Ha-na Lee So-hee                                                | Feng Yanzhe Huang Dongping                                           |
| 2024                                | Christo Popov                                                        | Mia Blichfeldt                                                       | Lee Jhe-huei Yang Po-hsuan                                           | Li Yijing Luo Xumin                                                  | Tang Chun Man Tse Ying Suet                                          |
| 2025                                | Viktor Axelsen                                                       | Yeo Jia Min (en)                                                     | Kim Won-ho Seo Seung-jae                                             | Mizuki Otake (en) Miyu Takahashi (en)                                | Robin Tabeling (en) Alexandra Bøje (en)                              |